# Ludwig Wahl

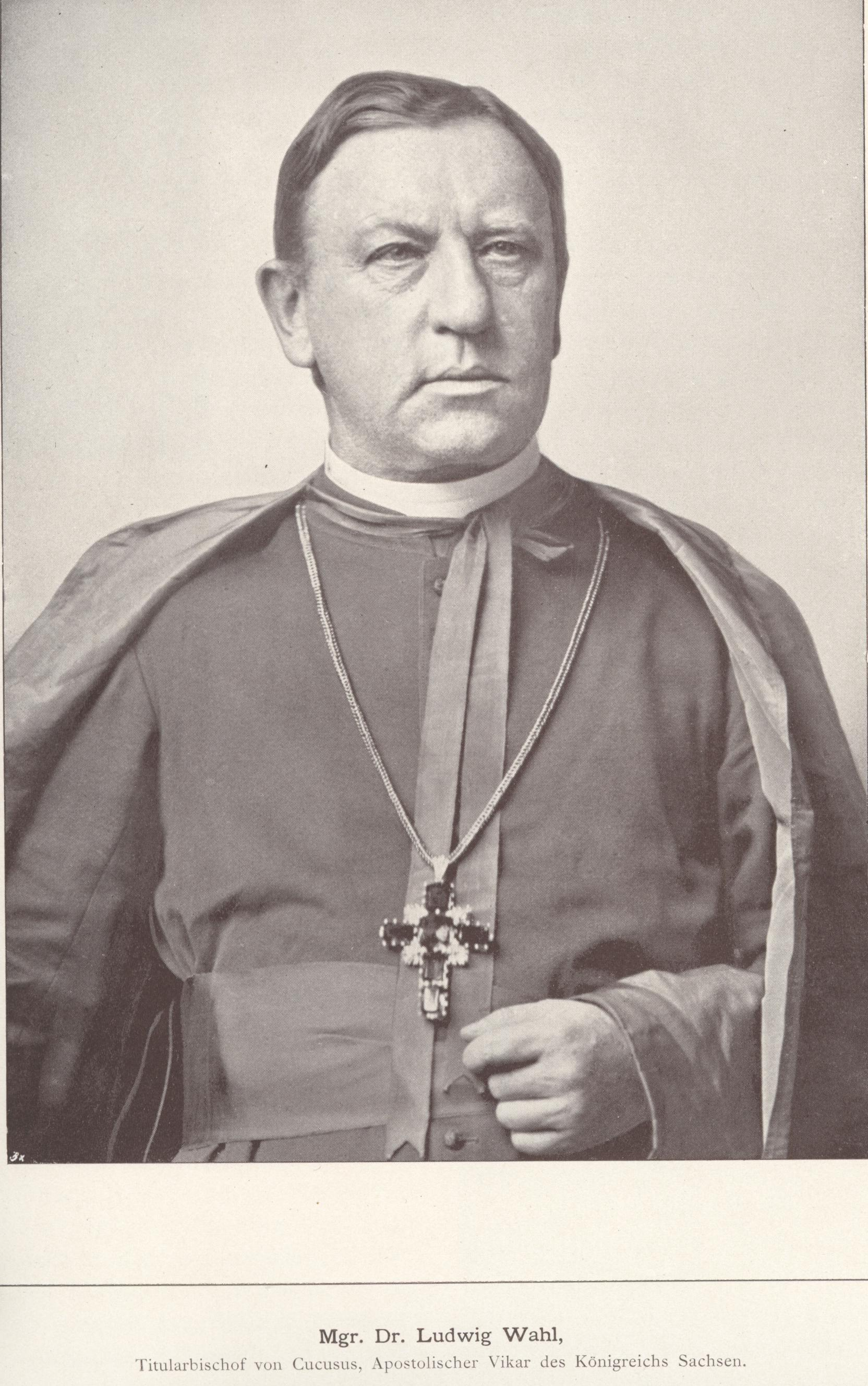
Ludwig Wahl, Apostolischer Vikar

Ludwig Wahl (* 7. September 1831 in Waldsee; † 6. Juni 1905 in Schirgiswalde) war Titularbischof von Cucusus sowie Apostolischer Präfekt der Oberlausitz und Apostolischer Vikar in den Sächsischen Erblanden (übriges Sachsen, Sachsen-Altenburg, Reuß ältere und jüngere Linie) und damit Administrator der beiden katholischen Jurisdiktionsbezirke in Sachsen und Dekan des Bautzener Domstifts.

## Leben

### Werdegang
Ludwig Wahl stammte aus dem württembergischen Waldsee und wurde am 9. August 1856 in Rottenburg am Neckar zum Priester geweiht. Er war Priester der Diözese Rottenburg. Zunächst wirkte er als Kaplan in Ulm, dann als Repetent am theologischen Seminar zu Tübingen. 1859 ging Ludwig Wahl als Kaplan des Prinzen und späteren Königs Georg nach Sachsen und trat in das sächsisch-erbländische Vikariat über. Am Deutsch-Französischen Krieg 1870–71 nahm Wahl als sächsischer Feldgeistlicher teil, 1871 wurde er königlicher Hofprediger. 1886 erhielt der Priester die Ernennung zum Päpstlichen Hausprälaten, im gleichen Jahr avancierte er zum Domherrn im Kollegiatkapitel St. Petri zu Bautzen.

### Wirken als Bischof
Am 11. Juli 1890 ernannte man Ludwig Wahl zum Administrator der beiden katholischen Jurisdiktionsbezirke in Sachsen, zum Apostolischen Vikar und zum Titularbischof von Cucusus. Am 20. Juli 1890 empfing er die Bischofsweihe vom Kölner Erzbischof Philipp Krementz. Von Amts wegen gehörte der Prälat der I. Kammer des Sächsischen Landtags an; bei der königlichen Familie stand er in sehr hohem Ansehen. Er bemühte sich besonders um die Arbeiterschaft und förderte die katholischen Gesellenvereine, deren Präses er seit 1860 war. 1881 initiierte er das monumentale Kolpinghaus in der Käufferstraße zu Dresden, in dem er auch die Grauen Schwestern aus Neisse ansiedelte. Seit 1899 war Ludwig Wahl schwer krank und verfiel mehr und mehr in Siechtum.
Am 29. Oktober 1899 weihte er in Begleitung seines Nachfolgers Georg Wuschanski noch den neuen Chorraum der Kirche St. Simon und Juda in Crostwitz.
Ab 1900 konnte Wahl sein Amt nicht mehr ausüben und Prälat Georg Wuschanski vertrat ihn als Apostolischer Administrator in der Lausitz; 1904 wurde Wuschanski dort sein offizieller Nachfolger. Schon im Dezember 1903 hatte dieser Wahl auch als Apostolischen Vikar in den Sächsischen Erblanden abgelöst. Ludwig Wahl starb am 6. Juni 1905 nach schwerem Leiden in Schirgiswalde, wohin er sich zurückgezogen hatte.